# ساسکیا ریوز
ساسکیا ریوز (انگلیسی: Saskia Reeves؛ زادهٔ ۱۶ اوت ۱۹۶۱) بازیگر اهل بریتانیا است. وی از سال ۱۹۸۴ میلادی تاکنون مشغول فعالیت بوده‌است.
از فیلم‌هایی که وی در آن نقش داشته‌است، می‌توان به تلماسه فرانک هربرت، قطار بی‌رحم، لس آنجلس بدون نقشه، ما، نیمفومانیاک، پل، ماینداسکیپ و ما خائنیم اشاره کرد.